# Traginops naganensis
Traginops naganensis är en tvåvingeart som beskrevs av Kato 1952. Traginops naganensis ingår i släktet Traginops och familjen tickflugor. Inga underarter finns listade i Catalogue of Life.